# Eduard Geselschap
Eduard Geselschap (né le 22 mars 1814 à Amsterdam, mort le 5 janvier 1878 à Düsseldorf) est un peintre prussien.

## Biographie
Eduard Geselschap vient d'une famille de commerçants. Après des études au lycée de Wesel (de) où il reçoit l'enseignement de Johann Friedrich Welsch (de), il va à l'académie des beaux-arts de Düsseldorf de 1833 à 1845, notamment auprès de Wilhelm von Schadow. Jusqu'en 1841, il exerce à la pinacothèque de Düsseldorf (de) puis dans un atelier privé.

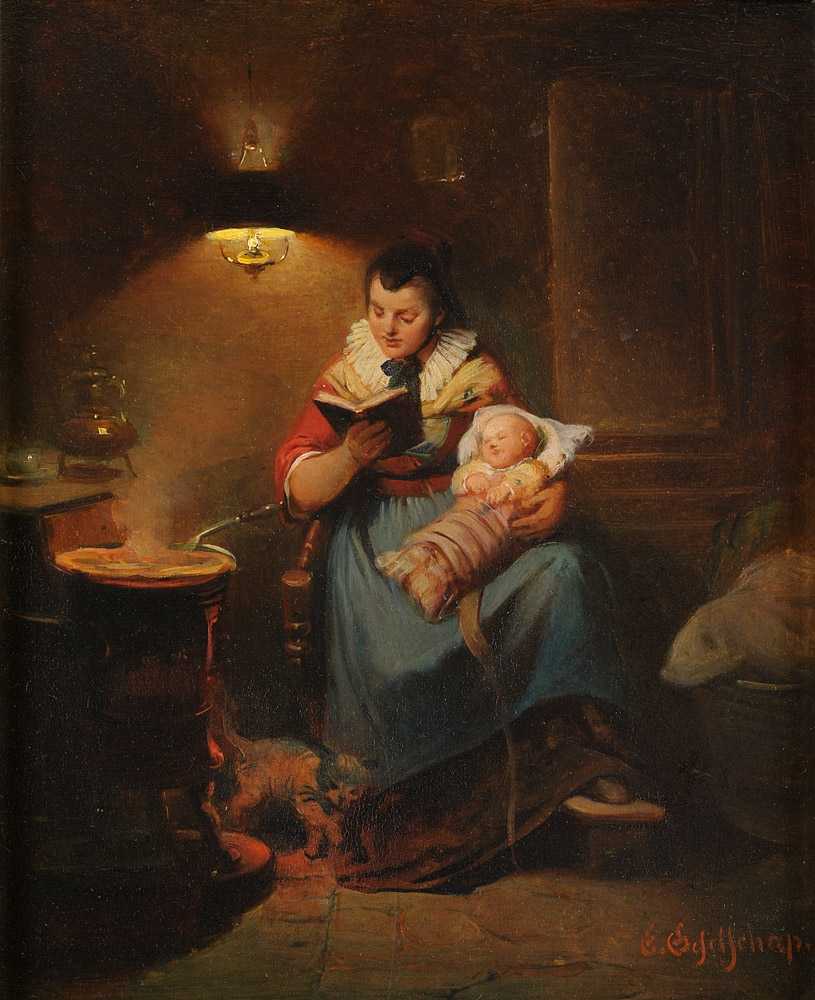
L'Histoire de l'heure du coucher.

Il choisit d'abord des thèmes littéraires puis bibliques. Après avoir vécu en Belgique et aux Pays-Bas, des voyages qui l'influencent, il s'inspire de la guerre de Trente Ans. Au moment de la révolution de mars 1848, il est un fondateur de l'association Malkasten. Dans les années 1850, il se tourne vers la scène de genre, des scènes de l'intimité de la maison et de la famille, dans le style du romantisme tardif, éclairées par des lampes et des chandelles. Certaines de ses peintures font l'objet de gravures d'Alphonse Martinet et de Fritz Werner (de). En 1853, la Galerie nationale d'Oslo acquiert une œuvre d'Eduard Geselschap. La même année, il expose un tableau à l'Exposition universelle de 1853 à New York.
Eduard Geselschap et Heinrich Oecklinghaus sont les découvreurs de Theodor Mintrop, paysan de Heidhausen. Ils convainquent Wilhelm von Schadow de le prendre à l'académie des beaux-arts de Düsseldorf en dépit de son âge, trente ans, en 1844. Geselschap et Mintrop vivent en colocation, même après le mariage de Geselschap en 1856 avec Lotte Rose. Ils semblent former un ménage à trois jusqu'à la mort de Mintrop en 1870. Mintrop enseigne à Friedrich Geselschap, le frère d'Eduard. Ce dernier devient membre de l'académie royale des beaux-arts d'Amsterdam. Geselschap meurt en 1878, plusieurs années après un accident vasculaire cérébral.